# Alena Šeredová
Alena Šeredová (Prága, 1978. március 21. –) cseh fotómodell, jelenleg Olaszországban él.
Šeredová volt 1998-ban a Vice Miss Czech Republic (Miss Csehország helyettese), és ő képviselte Csehországot a Miss World 1998-on. Nemzetközi modellkarrierjét 2002-ben kezdte, amikor Giorgio Panariello, olasz komikus, felkérte a TV Show-jába. Alena számos magazin címlapján megjelent, mint a Penthouse Europe, Playboy Europe, Spy, Extreme és a Quo. 2005-ben felkérték, hogy pózoljon a Max Calendar-ban.
Šeredová az olasz válogatott és a Juventus hálóőrének, Gianluigi Buffonnak a felesége. 2007. december 28-án született fiuk, Louis Thomas Buffon. Alenának van egy testvére, Eliška, szintén modell. Édesanyjuk neve Jitka Šeredová.
Alena társtulajdonos az olasz ruhacégnél, a Baci e Abbracci-nál, Buffon korábbi válogatott csapattársával, Christian Vieri-vel.
Második lett a COED Magazine online listáján, a "50 Sexiest WAGs of World Football"-ön (Az 50 legszexibb futballfeleség/-barátnő).

## Magánélete
Alena Šeredová 2011-ben házasodott meg Gianluigi Buffon olasz labdarúgóval. Első fiuk, Louis Thomas Buffon, 2007 december 28-án született, majd 2009 november 1-jén életet adtak David Lee-nek. Buffon 2014-ben jelentette be, hogy elválnak, majd nyilvánosan köszönte meg feleségének, hogy nem nehezítette meg a szakítást.  Alena testvére, Eliška, szintén modellként tevékenykedik. Édesanyja neve Jitka Šeredová.
Alena 2014-től az olasz üzletemberrel, Alessandro Nasi-val van kapcsolatban.  2020-ban megszületett az első közös lányuk.

## Filmek
- Ho visto le stelle (2003; Viděl jsem hvězdy); vígjáték; 91 perc; rendezte: Vincenzo Salemme
- Christmas in Love (2004; Zamilované Vánoce); vígjáték; 118 perc; rendezte: Neri Parenti

## Külső hivatkozások
- Honlapja
- Alena Šeredová a Fashion Model Directory-ben
- Alena a CzechModels.cz-n